# ألماس فوق عادي

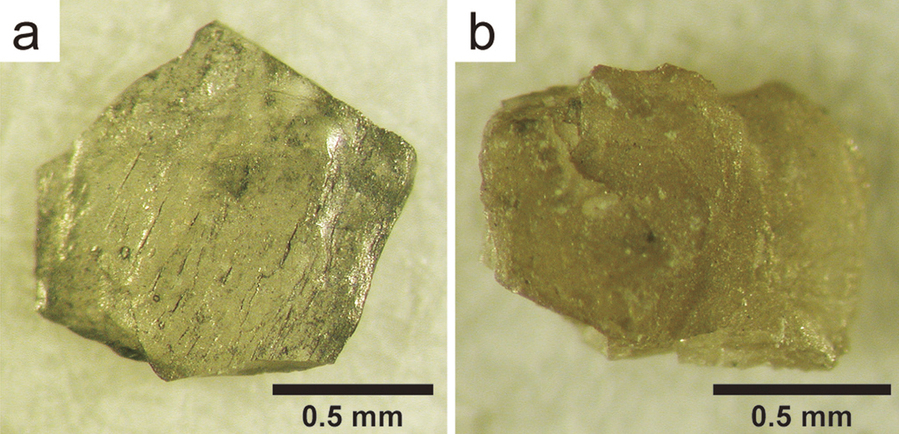

ألماس فوق عادي أو (قضبان الألماس المجمعة المتناهية الدقة) (بالإنجليزية: Aggregated Diamond Nano Rods)‏ أو أختصاراً ADNRs هي سلسلة بلورات ماسية متناهية الدقة تشكل نوعا من الألماس الذي يوصف بأنه الأصلب والأقل قابلية للضغط من بين المعادن المعروفة حتى الآن، وأنتج بواسطة ضغط الجرافيت في 2003 حيث وجد أنه أصلب من ألماس العادي.
ويقدر معامل الحجم له بـ 491 جيجا باسكال، بينما يقدر عامل الثبات الحراري الحجمي للماس العادي بـ 442 جيجا باسكال. وهذه النتائج تم الاستدلال عليها من خلال نتائج حيود الأشعة السينية عند قذف الماس العادي وفوق العادي بها، كما أفادت نتائج التجربة بأن للماس فوق العادي كثافة تزيد عن الماس العادي بـ 0.3 %.، وفيما بعد تم وصف الماس فوق العادي بأنه أصلب وأكثر قوة من الماس العادي مع مقاومة سطحية فريدة في ارتفاعها".
و بالنسبة للماس العادي النقي فأن درجة صلابة سطحه تتراوح بين 167+/- 6 جيجا باسكال عند قياسها من خلال تجربة الخدش بحد قاطع من الماس فوق العادي ، بينما تقدر درجة صلابة الماس فوق العادي بـ 310 جيجا باسكال عند اخضاعه لنفس التجربة، وبما أن نتائج هذه التجربة تكون أكثر دقة عندما يكون الحد القاطع أصلب من العينة المخدوشة فإننا نتوقع نتيجة صلابة أقل من 310 جيجا باسكال للماس فوق العادي فيما لو وجد حد قاطع أصلب منه.
يتم إنتاج الماس فوق العادي عن طريق ضغط البودرة الفلورية وهي الشكل الصلب لـ allotropic carbon fullerene
و هناك وسيلتان لتحقيق ذلك : الأولى عبر استخدام مايطلق عليه " خلية السندان الألماسي " حيث يتم تعريضها لضغط عالي يعادل 37~ جيجا باسكال بدون تعريض الخلية للحرارة والثانية عبر تعريض الخلية لضغط منخفض نسبيا (2 – 20) جيجا باسكال مع درجة حرارة عالية جدا (300 – 2500) كالفن.
تمت ملاحظة الصلابة الشديدة للماس فوق العادي لأول مرة على يد الباحثين في سنوات التسعينات من القرن الماضي. والمادة هي عبارة عن سلسلة من القضبان الماسية متناهية الدقة والمترابطة فيما بينها بقوة شديدة، ويتراوح قطر هذه القضبان بين (5 – 20) نانوميتر مع طول يقارب 1 ميكرومتر.